# Hildegarde van Bourgondië
Hildegard van Bourgondië (ca. 1050 - na 1120)  was een dochter van hertog Robert I van Bourgondië en van diens tweede echtgenote Ermengarde van Anjou (1018-1076). Zij werd in 1067 de derde echtgenote van Willem VIII van Aquitanië (1025-1086). Aangezien zij verwant waren in de vierde graad, eiste paus Gregorius VII hun scheiding maar stond een vrijstelling toe nadat Willem zijn zaak in Rome had bepleit. Dit betekende dat hun zoons een wettige status kregen. Willem VIII liet als dank in Poitiers een abdij bouwen, gewijd aan Sint Jan de Evangelist, droeg die over aan die van Cluny. Hildegard is in deze abdij begraven.
Zij werd de moeder van:
- Willem IX (1071-1126)
- Hugo (1075 - na 1126)
- Agnes (-1097), in 1096 gehuwd met Peter I van Aragón (1069-1104).
- mogelijk Beatrix (1075-1110), in 1108 gehuwd met Alfonso VI van Castilië-León (1036-1109)